# Логор Лепоглава
Логор Лепоглава је основан за време Аустроугарске монархије 1856. године. У време Краљевине Југославије служио је за затварање усташа и комуниста, у току Другог светског рата био је један од већих логора у НДХ, a данас је централни затвор у Хрватској.
На почетку успостављања НДХ у логор су допремљени антифашисти из Хрватске и Босне и Херцеговине. Затвореници су били изложени тешким физичким пословима и суровом физичком насиљу. На суђењу Динку Шакићу, један од преживелих Шимо Клаић, рекао је да су услови „били ужасни, као да је све зло из Старе Градишке и Јасеновца било концентрисано тамо“.
Краљевина Југославија је ту затварала усташе и комунисте. У то време неки од затвореника су били Јосип Броз Тито и Моше Пијаде, где су се и упознали. Између осталих у Лепоглави су били и Родољуб Чолаковић, Ђуро Пуцар и Огњен Прица.
У логор су упале јединице НОВ, Дванаеста славонска бригада и Калнички одред, 13. и 14. јула 1943. године и ослободиле око 800 заробљеника. Након тога је логор наставио са радом до априла 1945. године. У фебруару и марту 1945. пре коначног ослобођења, усташе су над антифашистима извршили у Лепоглави масовни покољ.
По Дедијеру убијено је око 1.300 људи. Заповедници логора су били Љубо Милош, Мирко Матијевић и Никола Гаџић.